# RIM-162 ESSM
O RIM-162 Evolved Sea Sparrow Missile (ESSM) é um míssil superfície-ar evoluído do RIM-7 Sea Sparrow, utilizado para proteger navios de guerra do ataque de mísseis e aeronaves. O ESSM foi concebido para conter mísseis anti-navio supersônicos manobráveis. Comparado com o Sea Sparrow, o ESSM possui um motor foguete maior e mais potente visando aumentar o seu alcance e agilidade, bem como uma aerodinâmica moderna.